# ستيفن كيتس
ستيفن كيتس (بالإنجليزية: Steven Keats)‏ هو ممثل أمريكي، ولد في 6 فبراير 1945 في ذا برونكس في الولايات المتحدة، وتوفي في 8 مايو 1994 في نيويورك في الولايات المتحدة.

## وصلات خارجية
- ستيفن كيتس على موقع IMDb (الإنجليزية)
- ستيفن كيتس على موقع ألو سيني (الفرنسية)
- ستيفن كيتس على موقع أول موفي (الإنجليزية)
- ستيفن كيتس على موقع قاعدة بيانات الأفلام السويدية (السويدية)
- ستيفن كيتس على موقع قاعدة بيانات الفيلم (الإنجليزية)
- ستيفن كيتس على موقع كينوبويسك (الروسية)